# Hold Me (пісня Фарида Мамадова)
«Hold Me» (укр. «Тримай мене») — пісня азербайджанського співака Фарида Мамадова, з якою він представляв Азербайджан на пісенному конкурсі Євробачення 2013 в Мальме. Пісня була виконана 18 травня у фіналі, де, з результатом у 234 бали, посіла друге місце.